# Јуриј Бауљин
Јуриј Николајевич Бауљин (рус. Юрий Николаевич Баулин; Москва, 5. октобар 1933 − Зеленоград, 5. децембар 2006) био је совјетски и руски хокејаш на леду и хокејашки тренер који је играо на позицијама одбрамбеног играча. Заслужни је мајстор спорта Совјетског Савеза и Заслужни тренер Совјетског Савеза. Један је од оснивача данашњег хокејашког клуба Казцинк Торпедо из Уст-Каменогорска, а сматра се и оснивачеем казахстанског хокеја на леду.
Као члан сениорске репрезентације Совјетског Савеза учествовао је на ЗОИ 1960. у Скво Валију када је совјетски тим освојио бронзану медаљу. Са репрезентацијом је освојио и сребрну медаљу на СП 1959. У дресу репрезентације одиграо је 11 утакмица, а постигао је и 4 поготка. 
Као играч наступао је за највеће совјетске клубове тог времена, московске Спартак и ЦСКА и петербуршки СКА, а у совјетском првенству одиграо је укупно 240 утакмица и постигао 112 погодака. Шестоструки је првак Совјетског Савеза, у сезонама 1954/55, 1955/56, 1957/58, 1958/59, 1959/60. и 1960/61. 
Током тренерске каријере која је трајала од 1964. до 1987. освојио је три тируле европских првака са јуниорском репрезентацијом Совјетског Савеза, треће место у совјетском првенству са московским Спартаком, те титулу првака Аустрије са Клагенфуртом (у сезони 1975/76). Био је селектор репрезентације Аустрије од 1973. до 1979. године. 